# Geophilus tenuiculus
Geophilus tenuiculus är en mångfotingart som beskrevs av Koch 1878. Geophilus tenuiculus ingår i släktet Geophilus och familjen storjordkrypare. Inga underarter finns listade i Catalogue of Life.